# Polyrhachis sumatrensis
Polyrhachis sumatrensis é uma espécie de formiga do gênero Polyrhachis, pertencente à subfamília Formicinae.